# Waffen-SS

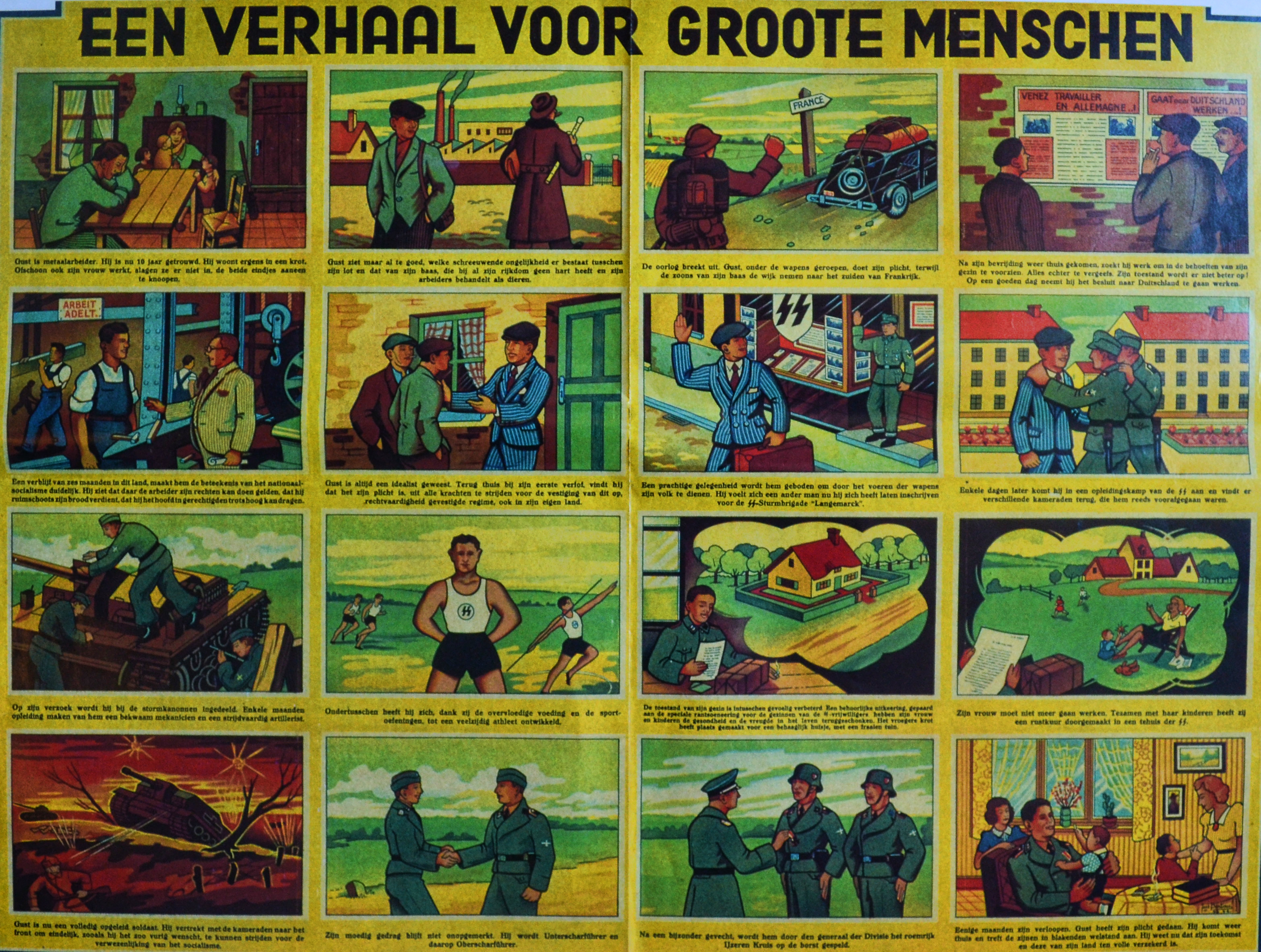
Propagandawervingsposter 27. SS-Freiwilligen-Grenadier-Division Langemarck met stripverhaal getiteld: Een verhaal voor groote menschen

Vanaf 1939 was de Waffen-SS de naam van de militaire onderdelen van de nationaalsocialistische partijtroepen SS. Ze was in 1934 opgericht onder de naam SS-Verfügungstruppe. De formaties bestonden uit mannen uit nazi-Duitsland en nazi-Oostenrijk, maar ook uit duizenden vrijwilligers uit zowel het bezette (Nederland, België) als onbezette landen (Italië, Kroatië). Vanaf medio 1940 was de Waffen-SS organisatorisch onafhankelijk en stond onder direct bevel van de Reichsführer-SS Heinrich Himmler.
De Waffen-SS groeide tijdens de Tweede Wereldoorlog van drie regimenten tot meer dan 38 divisies en diende naast het Heer (reguliere landleger van de Wehrmacht), Ordnungspolizei (nazipolitie) en andere veiligheidseenheden, met in 1944 900.000 leden van wie o.m. 22.000 Nederlanders, 25-35.000 Kroaten, en 60-80.000 Letten. In België wordt het aantal Vlaamse Waffen-SS'ers gedurende de oorlog geschat op zo'n 10.000 man en het aantal Waalse Waffen-SS'ers op 6.700 man op een totaal van ca. 42.000 Belgen die tijdens de Tweede Wereldoorlog de wapens opnamen aan de zijde van Duitsland. Ondanks de versoepeling van de regels, hield de Waffen-SS vast aan de veroordeelde racistische ideologie van het nazisme, en etnische Polen (die als Untermenschen werden beschouwd) waren uitgesloten van de SS.
De Waffen-SS omvatte zowel gevechtseenheden als de bewakers van concentratie- en vernietigingskampen, maar de bewakers werden uitsluitend geleverd door de SS Totenkopf eenheden. Deze laatste werden in 1941 overgedragen aan de Waffen-SS, waarbij de meeste werden geïntegreerd in SS-divisies als reguliere SS-infanterieregimenten. Alleen de drie regimenten van wat later de 3. SS-Panzer-Division Totenkopf zou worden en de bewakers van de concentratiekampen mochten de kraagpunt met het Totenkopf dragen. Er was een levendige uitwisseling van personeel zoals de bewakers van de concentratie- en vernietigingskampen, de "Totenkopf"-divisie en andere delen van de Waffen-SS.
In 1945 werd de Waffen-SS, na de nazi-Duitse nederlaag, ontbonden. Op 30 september 1946 werd de Waffen-SS door een geallieerde rechtbank tijdens de processen van Neurenberg veroordeeld en formeel bestempeld tot misdadige organisatie en verboden.
Vanwege haar betrokkenheid bij de Holocaust, de Porajmos en talrijke oorlogsmisdaden en misdaden tegen de burgerbevolking, werd de Waffen-SS op 30 september 1946 op de Processen van Neurenberg tot criminele organisatie verklaard. In de Bondsrepubliek Duitsland, is de verspreiding van propagandamateriaal van zulke ongrondwettelijke organisaties en gebruik van symbolen van deze organisaties en daarmee van materiaal en symbolen van de SS volgens paragrafen § 86 en 86a van het Duitse Wetboek van Strafrecht strafbaar.

## Geschiedenis

### Schutzstaffel
De SS werd in 1925 opgericht als persoonlijke lijfwacht van Hitler, de Stoßtrupp-Hitler. Naast deze taak kreeg de nieuwbakken SS ook nog andere taken, zoals bescherming van de partij-elite en bewaking van vergaderingen. Deze taken werden normaal waargenomen door de SA, maar de kringen rond Hitler stelden meer vertrouwen in deze nieuwe elite, die beter georganiseerd en geleid werd dan de massabeweging die de SA toch wel was.
Hoewel de SA dus een belangrijke concurrent voor Himmler scheen, kwam de echte concurrentie toch uit onverwachte hoek, namelijk die van Hermann Göring. Deze was na de verkiezingsoverwinning van de NSDAP in 1933 benoemd tot minister van binnenlandse zaken van Pruisen. In die hoedanigheid was hij ook hoofd van de politie van Berlijn en stond ook de SS-compagnie van 10.000 man die in de stad gelegerd was onder zijn toezicht. Hoewel Himmler inzake deze groep geen bevoegdheden had, slaagde hij er op slinkse wijze in om Hitler te overtuigen dat er behoefte was aan een SD-kantoor in Berlijn. Door het verzinnen van een staatsgreep tegen Göring, werd hij benoemd tot hoofd van de Berlijnse geheime politie.
Deze benoeming voegde Himmler bij zijn status als hoofd van de politie in München. Hij richtte daar ook een eigen concentratiekamp op, Dachau genaamd. Om dit kamp te bewaken, had hij een gewapende groepering nodig, de Totenkopfbewakers, onder het bevel van Theodor Eicke, de latere bevelhebber van de Totenkopfdivision. Naast deze eenheid, had Himmler ook beschikking over een gevangenisinrichting (de concentratiekampen) en de bewakingsgroep van de rijkskanselarij, de Stabswache, o.l.v. Sepp Dietrich. Op 26 juli 1934, verklaarde Hitler het volgende:
"Als beloning voor de uitnemende verdiensten, vooral in verband met de gebeurtenissen van 30 juni 1934, verleen ik de SS de status van onafhankelijke organisatie binnen de Nationaalsocialistische Duitse Arbeiderspartij."
Hiermee was de onafhankelijke organisatie van de SS een feit en kon Himmler zich bezighouden met de oprichting van een gewapende SS-eenheid, als permanente elitetroep t.o.v. de Wehrmacht.

### Verfügungstruppen
Met Himmlers voornemen om in 1935 een permanente gewapende SS-eenheid met de sterkte van een divisie op te richten, de Verfügungstruppen, was de officieuze oprichting van de Waffen-SS een feit. Deze Verfügungstruppen zouden officieel dienen als reservestrijdmacht, vandaar ook de naam; maar in feite waren zij de aanzet van het nieuw op te richten SS-leger. De taken van deze strijdmacht waren vaag omschreven, maar er was toch een duidelijk onderscheid met de Totenkopfverbände, de bewapende bewakers van de concentratiekampen. Deze strijdmacht bestond uit drie regimenten (Standarten), bestaande uit drie bataljons: Deutschland, gelegerd in München; Germania, gelegerd in Hamburg en de Leibstandarte, gelegerd in Berlijn. De militaire leiding lag in de handen van Paul Hausser, ex-luitenant-generaal bij het reguliere leger; de Leibstandarte kende echter een grotere onafhankelijkheid binnen de organisatie door de oude vriendschap van Sepp Dietrich, de commandant, met Hitler.

## Inzet

### Anschluss
De Anschluss was weliswaar een operatie waarbij officieel geen legermacht werd ingezet, maar ze had toch ingrijpende gevolgen voor de Waffen-SS. In Oostenrijk bestond een eenheid van de SS, maar die was er tot het moment van de Anschluss, 13 maart 1938, verboden. Deze eenheid sloot zich dan aan bij de bestaande Duitse Waffen-SS onder de naam Der Führer, gekazerneerd in Wenen en Klagenfurt. Met deze toevoeging werd het aantal Standarten op vier gebracht.
Hoewel dat op zich voor de SS een goede zaak was, vond men dit in het reguliere leger, de Wehrmacht verontrustend. Daarom besloot Hitler in augustus 1938 klaarheid te scheppen, in een strikt geheim document. De gewone SS bleef een onbewapende organisatie. Aan de Waffen-SS, bestaande uit de Verfügungstruppen, de Totenkopfverbände en de Junkerschule (de opleidingsscholen voor officieren); werden nieuwe rollen toegedicht. Als belangrijkste werd bepaald dat de Waffen-SS een bewapende, militaire eenheid zou zijn, die in geval van oorlog onder tactisch commando van de plaatselijke legerbevelhebber zou staan. De Reichsführer-SS en Hitler bleven uiteraard de eindbevelhebbers.
Verder stond ook in het decreet dat dienst bij de Verfügungstruppen als equivalent zou gelden van de dienstplicht en dat de Totenkopfverbände in oorlogstijd omgevormd kunnen worden tot een speciale politiemacht o.l.v. de Reichsführer-SS. In 1939 waren de Verfügungstruppen nog meer uitgebreid en ongevormd tot de kern van een divisie.

### Sitzkrieg
Tijdens de Poolse Veldtocht, die het begin vormde van de Tweede Wereldoorlog, mocht de nieuwbakken SS-divisie echter niet op eigen houtje vechten. Het leger achtte deze legermacht namelijk nog te klein en verdeelde ze onder zijn eigen troepen. De verliezen waren echter hoog, ondanks de geringe inzet, volgens Himmler te wijten aan gebrekkige vuursteun van het leger, volgens het leger te wijten aan een gebrek aan leiderschap. Hoe het ook zij, deze verliezen overtuigden Hitler om Himmler toestemming te geven om het aantal SS-divisies uit te breiden tot drie.
Hoewel deze beslissing op het eerste gezicht een groei van de Waffen-SS garandeerde, bleek het toch niet zo eenvoudig. Eerst en vooral dienden de nieuwe rekruten te voldoen aan Himmlers strenge criteria. De belangrijkste struikelblokken waren echter de dienstplichtwetten van Duitsland. Hierbij werden de rekruten verdeeld over de onderdelen naar behoefte van de Wehrmacht, zonder daarbij rekening te houden met de wensen van de SS. Deze kreeg, onder druk van Hitler, net genoeg rekruten voor de sterkte van een divisie. De troepen die hij kreeg, toen bekend raakte dat er nog eens twee extra divisies bij kwamen, waren jong en ongeoefend. Deze waren nutteloos voor Himmlers plannen, die een snelle opbouw van een staande strijdmacht vooropstelden.
Himmler kwam tot een onorthodoxe, maar volledig wettige oplossing. Eerst lijfde hij de Totenkopfverbände in, samen met de Duitse burgerpolitie. Hij verving de bewakers van de concentratiekampen dan door oudere mannen en hervormde de Totenkopfverbände tot drie Totenkopfstandarten, in de nieuw gevormde Totenkopfdivisie. De Duitse politie-eenheden werden gereorganiseerd in de Polizeidivisie, die echter door het grote aandeel oudere en minder geoefende soldaten een soort tweederangs eenheid werd.
Als belangrijkste oplossing bedacht Himmler, samen met zijn chef-rekrutering Gottlob Berger, een doeltreffend plan. De rassenwetten beschouwden namelijk grote, Duitssprekende, bevolkingsgroepen die in Polen en Slowakije woonden als Volksdeutsche. Deze konden wel gerekruteerd worden door de SS, maar niet door de Wehrmacht, aangezien zij geen inwoner waren van Duitsland. In de eerste jaren van de overheersing meldden ze zich vrijwillig en in groten getale aan, maar dit aantal slonk naarmate het einde van de oorlog in zicht kwam.
Naast de rekrutering was ook de uitrusting van de Waffen-SS een zorgenkindje. Geheime toenaderingen in de richting van de wapenindustrie werden ontdekt door het leger en mislukten. Het leger stond dus in voor de uitrusting van de Waffen-SS, maar het sprak vanzelf dat eenheden van de Wehrmacht voor gingen op die van de SS. Ondanks dat euvel, werd de Verfügungsdivision en de Leibstandarte uitgerust met het beste gemotoriseerde materieel van het Duitse leger. De Totenkopf en Polizei divisies moesten het echter doen met oude, opgevorderde uitrusting.

In 1940, na een besluit van Hitler, waarbij dienst bij de Totenkopfverbände als vervulling van de dienstplicht zou gelden, kreeg dit geheel van gewapende SS'ers de naam Waffen-SS.

### Westfront

#### Fall Gelb
De aanval op West-Europa werd uitgevoerd door drie Heeresgruppen, Heeresgruppe A, Heeresgruppe B en Heeresgruppe C. De taak van Heresgruppe A was daarvan de belangrijkste. Zij diende door te breken in het centrum van het front, door de Ardennen in de richting van de Kanaalhavens. Voor deze taak kreeg zij het grootste deel van de Duitse pantsermacht, bestaande uit 10 divisies, toegewezen. De taak van Heeresgruppe B was evenzeer van belang, zij diende de aandacht af te leiden van de centrale doorbraak en de beste geallieerde pantserdivisies naar het noorden te lokken. Voor deze taak kreeg zij drie pantserdivisies en enkele gemotoriseerde eenheden, waaronder de SS-Verfügungsdivision. De SS-Totenkopfdivision werd als OKH-reserve opgesteld aan de Rijn en de SS-Polizeidivision ten slotte werd toegewezen aan Heresgruppe C.
De meest ingezette SS-divisie was de SS-Verfügungsdivision, toegewezen aan Heeresgruppe B. Van deze divisie werd één Standarte, de Standarte Der Führer direct ingezet in de voorste linie, naast de zelfstandige SS-Leibstandarte. De andere twee Standarten, Standarte Germania en Standarte Deutschland, werden in reserve gehouden, maar zouden spoedig een rol in de voorste lijn krijgen.
De Leibstandarte rukte op door Midden-Nederland, in de richting van de IJssel. Bij hun aankomst bleek echter dat hun oversteekplaatsen door de Nederlanders waren opgeblazen. Na hun oversteek zetten zij de opmars in de richting van Amersfoort voort. De Standarte Der Führer was ingezet als stoottroep voor de 207e Infanteriedivisie (Wehrmacht). Deze Standarte was er op 10 mei in geslaagd over de IJssel te komen en viel vervolgens de Grebbelinie aan. Daar zou de Standarte gevoelige verliezen lijden bij de drie dagen durende strijd rond de Grebbeberg te Rhenen. De Leibstandarte werd echter op de tweede oorlogsdag bevolen om zich van het centrale front naar het zuiden te verplaatsen. Via Duits grondgebied bereikte men op 13 mei Noord-Brabant, waar bij Geertruidenberg en Keizersveer nog enige schermutselingen met Nederlandse troepen plaatsvonden. Nadien kwam men aan te Rotterdam. De stad werd taai verdedigd door de Nederlanders, zodat de Duitsers besloten de verdediging op de knieën te dwingen met een zwaar bombardement, wat uiteindelijk de aanleiding vormde tot het bombardement van Rotterdam dat zo berucht werd.
In de periode 12-17 mei zou de SS Verfügungsdivision in Noord-Brabant en Noord-België een serie gevechten leveren tegen drie legers. Vooreerst tegen Nederlandse restanten van de verdedigingslinies langs Maas en in de Peel regio. Vervolgens Franse troepen van het 7e Leger in de sector Hilvarenbeek - Goirle, nadien Franse troepen in de grensregio rond Essen, Woensdrecht en Bergen op Zoom. In Nederland werd de met SS-V divisieverbanden versterkte Standarte Deutschland ingezet om Zuid-Beveland en Walcheren te veroveren, wat in een drie dagen durende operatie slaagde. Daarbij werden Nederlandse en Franse troepen verslagen.
De SS-Verfügungsdvision werd op bevel van het OKH overgeplaatst naar Frankrijk, waar de Duitse opmars de Geallieerde slagorde in twee spleet. Voordat deze divisie echter ter plaatse was, werd de SS-Totenkopfdivision uit de reserve gehaald en op 19 mei ingezet in Cambrai en ze sloot zich aan bij Rommels 7e Pantserdivisie. Tussen 19 en 21 mei leverde deze divisie bloedige gevechten, tot zij zich op 21 mei op weg naar Arras begaf.
Tijdens de slag om Duinkerke werden zowel de Verfügungs- als de Totenkopfdivisies ingezet om een aanval op Duinkerke uit te voeren. Hun opmars werd bemoeilijkt door het Kanaal Duinkerke-Schelde en de Leie, waardoor de divisies zware verliezen leden tijdens de Leieslag. De Standarte Deutschland, o.l.v. Felix Steiner, sloeg een Britse tegenaanval af, maar verloor daarbij het equivalent van een compagnie. Ze kreeg echter de steun van een regiment van de SS-Totenkopfdivision, die de SS-Verfügungsdivsion niet kon bijhouden. Ondanks de zeer hardnekkige Britse tegenstand slaagde het Duitse leger er in om de perimeter in te nemen; dit echter met weinig hulp van de Waffen-SS, aangezien Hitler vreesde voor een sterke Franse tegenstand na de inname van Duinkerken en daarvoor de pantser- en mobiele divisies wou sparen. Deze angst bleek ongegrond.
De SS Leibstandarte en SS Totenkopfdivision raakten eind mei beide betrokken bij incidenten waarbij het oorlogsrecht door verbanden uit deze eenheden werd geschonden en moordpartijen op Britse krijgsgevangenen het gevolg waren.

#### Fall Rot
Na een achtervolging door Frankrijk gaven de Franse troepen zich op 21 juni 1940 over.
De Waffen-SS-eenheden hadden dus enige aansprekende resultaten geboekt, voornamelijk omdat zij altijd in de eerste linie, op de SS-Polizeidivision na, te vinden waren. Dit kwam door het feit dat zij volledig gemotoriseerd waren, als een van de weinige eenheden van het Duitse leger, en daardoor werden toegevoegd aan de pantserdivisies. Daarnaast hadden ze ook het voordeel van een uitstekende fysieke conditie en motivatie. Het belangrijkste gevolg van de operaties op het westfront was echter dat Hitler Himmler toestemming gaf om het aantal divisies uit te breiden van drie naar vier.

### Oostfront

#### 1940 - 1941

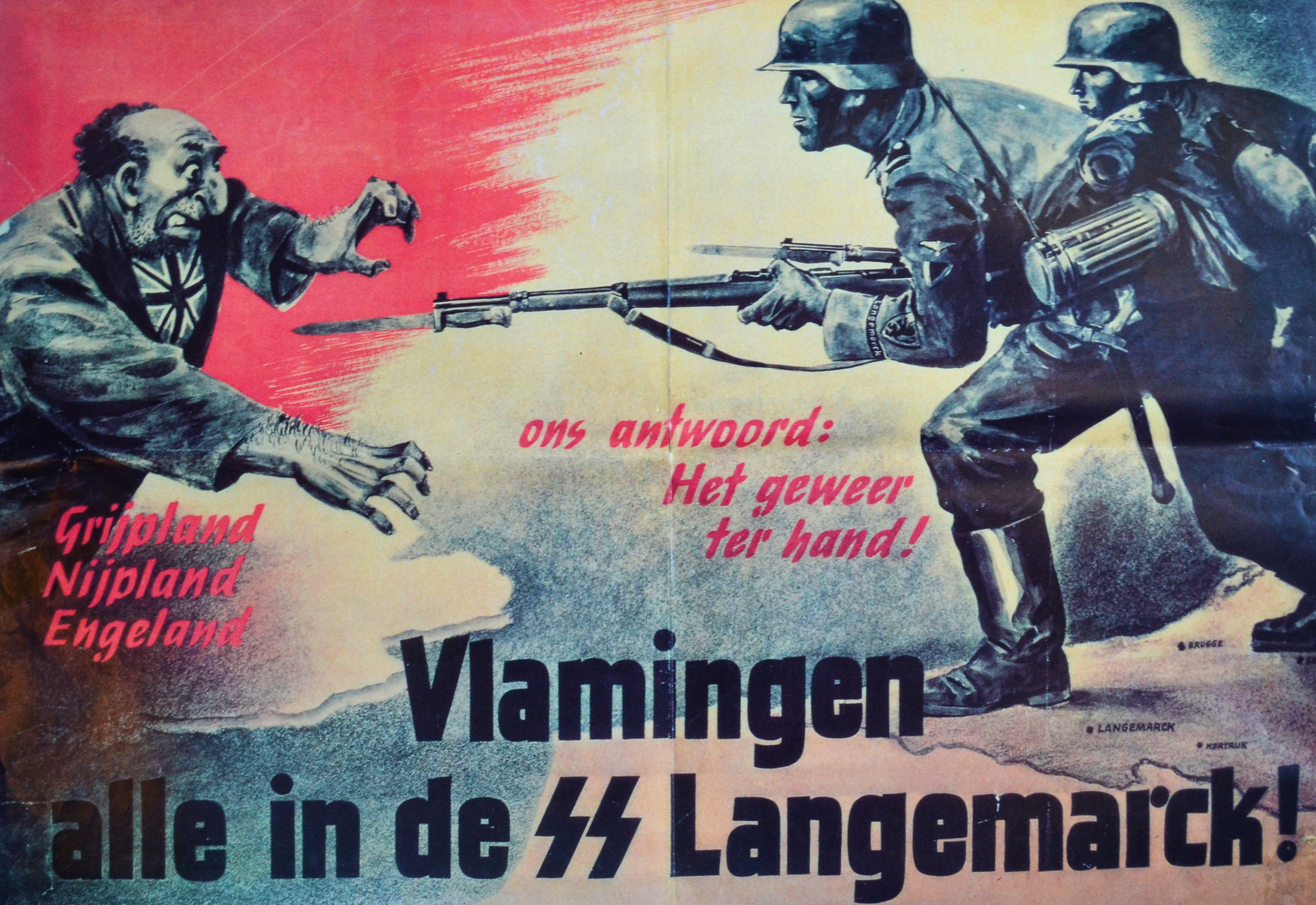
Propagandawervingsposter 27. SS-Freiwilligen-Grenadier-Division Langemarck met opschrift: Vlamingen alle in de SS Langemarck.

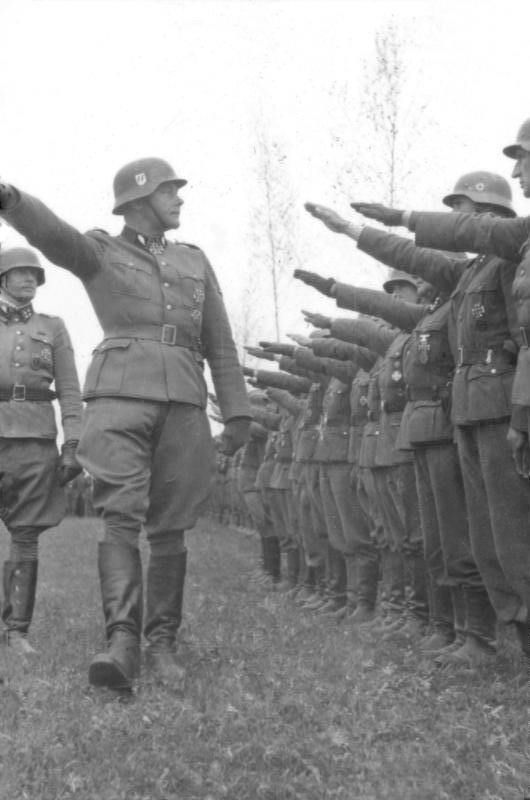
2. SS-Panzer-Division Das Reich in Rusland

Na Hitlers toestemming tot het uitbreiden van de Waffen-SS, werd deze met nieuwe problemen geconfronteerd. Door de strenge rassenwetten was het namelijk niet mogelijk om gewoon soldaten van alle rassen te rekruteren zoals de Wehrmacht en dus vond Himmler een andere oplossing. Na de verovering van Denemarken, Noorwegen, Nederland en België waren grote delen van het "leefgebied van het Germaanse ras" onder Duitse heerschappij gekomen en kon er, hoewel de inwoners niet Duits waren en dus niet in aanmerking kwamen voor de Wehrmacht, wel gerekruteerd worden voor de Waffen-SS. Het enige probleem was dat de nieuwe rekruten zich vrijwillig moesten melden en dat vlotte niet meteen.
Tegen december 1940 slaagde men er echter toch al in om twee nieuwe Standarten, namelijk Standarte Nordland, bestaande uit Denen en Noren; en Standarte Westland, bestaande uit Nederlanders en Vlamingen samen te stellen. Deze twee Standarten werden samen met de Standarte Germania, uit de SS-Verfügungsdivision, samengevoegd tot de nieuwe SS-division Wiking, onder het bevel van Felix Steiner. De SS-Verfügungsdivision kreeg als compensatie een Totenkopfstandarte en werd in zijn geheel hernoemd naar de SS-division Das Reich. De twee overblijvende Totenkopfstandarte werden samengevoegd tot Kampfgruppe Nord. De vijfde Totenkopfstandarte ten slotte werd hernoemd tot het SS-infanterieregiment nº 1 en gestationeerd in Noorwegen. De Waffen-SS bestond in het begin van 1941 uit vier divisies, namelijk de SS-division Das Reich, SS-division Totenkopf, SS-Polizeidivision en de SS-division Wiking; twee brigades: Leibstandarte en Kampfgruppe Nord; en een infanterieregiment: SS-infanterieregiment nº 1.
Deze uitbreiding, hoewel geforceerd en niet overal even volledig, kwam er naar aanleiding van de dreigende inval in de Sovjet-Unie, waar Himmler van afwist. De Waffen-SS was volgens hem namelijk de enige organisatie die ideologisch voorbereid was op deze slachting en dit rechtvaardigde bij Hitler zijn smeekbeden om meer manschappen. De gemotoriseerde Waffen-SS werd dan ook naar het oosten gestuurd, samen met de Wehrmacht, maar voor zij daar aankwamen deden de SS-eenheden eerst nog wat gevechtservaring op in de Balkan toen daar onlusten uitbraken. Deze acties zorgden echter voor een vertraging bij Operatie Barbarossa, waarvan de datum werd vastgezet op 22 juni 1941.

#### Operatie Barbarossa

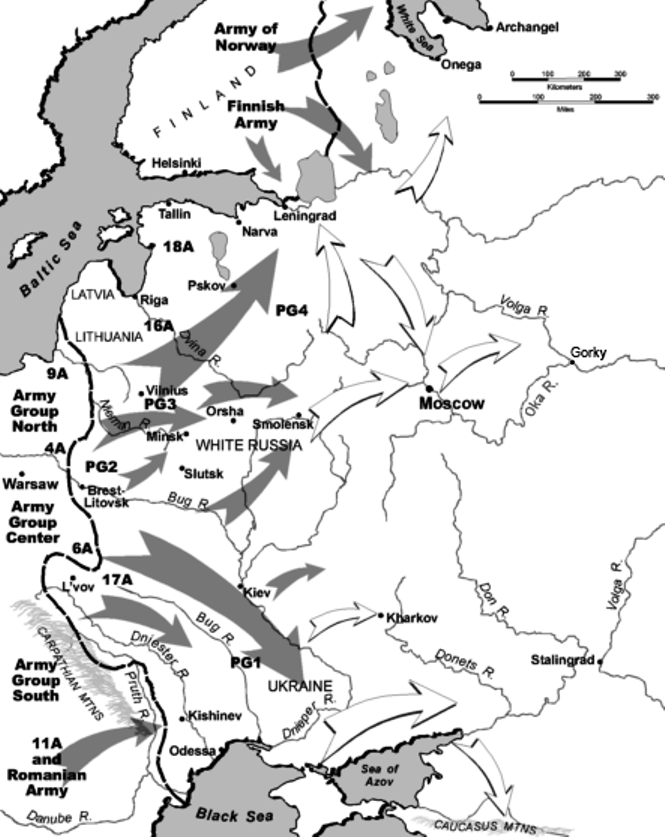
Overzichtskaart van het verloop van Operatie Barbarossa.

De rol van de Waffen-SS tijdens de inval in de Sovjet-Unie kan niet los gezien worden van hun oorlogsmisdaden en hun massamoorden. De Waffen-SS toonde grote bereidheid tot doden, zowel in de frontlinies als achter de linies. Bovendien werd hen door Himmler en de SS-top voorgehouden dat de Joden en de Slaven geen mensen waren en dus naar hartenlust vermoord mochten worden, zonder dat men zich daar schuldig over moest voelen.
De aanval op de Sovjet-Unie bestond uit drie hoofdassen. De noordelijke as, toegewezen aan Heeresgruppe C, diende op te rukken naar Leningrad. De centrale as, toegewezen aan Heeresgruppe B, naar Moskou en de zuidelijke as, Heeresgruppe A, naar Kyiv en Oekraïne. De gemotoriseerde Waffen-SS-divisies waren voor het Duitse leger, dat slechts over 19 pantser- en 12 gemotoriseerde divisies beschikte, zeer belangrijk. De Leibstandarte en de SS-division Wiking werden toegevoegd aan de Heeresgruppe A, de SS-division Das Reich aan Heersgruppe B en de SS-division Totenkopf en de SS-Polizeidivsion bij Heeresgruppe C.
De divisies Leibstandarte en Wiking waren zeer succesvol en konden in november zelfs doorstoten tot aan de Don. De divisie Das Reich werd echter ingesloten bij Leningrad en moest met geweld uitbreken. Daarna werd ze overgeplaatst naar Kyiv. De andere twee divisies speelden geen noemenswaardige rol in de gevechten.

#### 1942
In 1942 waren er legerhervormingen op til. Na de campagnes van de voorgaande jaren had het Duitse opperbevel ingezien dat de gemotoriseerde divisies allemaal dienden voorzien te worden van mobiele infanterie-eenheden, die volledig uitgerust werden met halftracks en rupsvoertuigen. Om deze hervormingen door te voeren werden in de zomer en herfst van 1942 de eenheden Leibstandarte, SS-division Das Reich en SS-division Totenkopf teruggetrokken naar Frankrijk. Daar werden ze ook versterkt met een tankbataljon.
De SS-division Wiking kreeg dezelfde nieuwe middelen, maar zat vast aan het front. Samen met de Pantsergruppe Von Kleist vochten zij zich een weg naar de Kaukasus. Deze aanval hing nauw samen met de opmars naar Stalingrad, Fall Blau, en de SS-division Wiking oogstte hierbij veel succes. Gelukkig voor de reputatie van de Waffen-SS werden hun divisies niet ingezet in de strijd om Stalingrad zelf, hoewel zij wel betrokken waren bij de ontzettingspogingen.

#### 1943

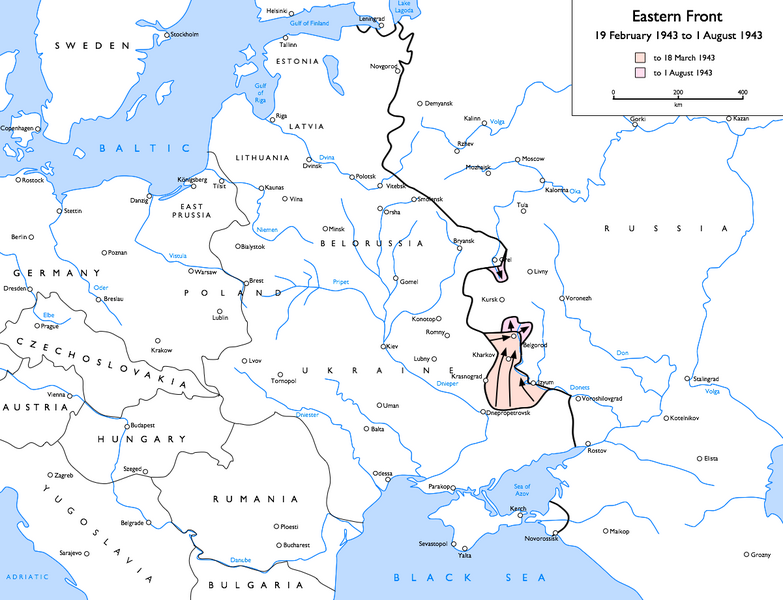
De Derde Slag om Charkov. Het SS-Pantserkorps stoot het verst door vanuit het zuiden.

1943 was een belangrijk jaar voor de pantserdivisies van Duitsland en dus ook voor de Waffen-SS. Na de Duitse nederlaag in Stalingrad bedreigden de Sovjetlegers Charkov. Men diende dus de saillant die hierbij gevormd was door het Sovjetleger af te knijpen. Deze operatie werd toegewezen aan de bevelhebber van Heeresgruppe Süd, von Manstein. Zijn enige hoop was de superioriteit en ervaring van de Duitse legers met de mobiele oorlogvoering, aangezien zijn Russische tegenstanders ver in de meerderheid waren. Om deze plannen te kunnen uitvoeren kreeg hij twaalf pantserdivisies, meer dan er tot op dat moment ooit gezien was.
Deze troepenmacht bestond onder andere uit de drie "klassieke" divisies van de SS, de SS-division Das Reich, SS-division Totenkopf en SS-division Leibstandarte. Deze divisies vormden de speerpunt van de opmars van von Manstein. Om dat doel te kunnen bereiken werden ze samengevoegd tot het SS-Pantserkorps onder leiding van Paul Hausser, oud-bevelhebber van de Verfügungsdivision. De eenheden waren echter in februari 1943 al zwaar toegetakeld door de Russische strijdkrachten. De SS-division Totenkopf verloor op 28 februari haar commandant, Theodor Eicke. In hun voordeel speelde dan weer dat zij uitgerust waren met veel meer (modernere) tanks dan de rest van de Wehrmacht.
Op 23 februari viel deze legergroep aan in zuidoostelijke richting. Vijf dagen later maakten ze contact met het 4e Pantserleger, o.l.v. Hermann Hoth, waarna ze doorstootten naar Charkiv zelf. Veertien dagen later, op 14 maart gaven de Sovjets hun vertwijfelde verdediging op. Ze verloren 600 tanks en 20.000 doden, maar Hausser verloor bijna 12.000 mannen, die hij moeilijker kon vervangen. Deze acties toonden de formidabele kracht van het SS-Pantserkorps.

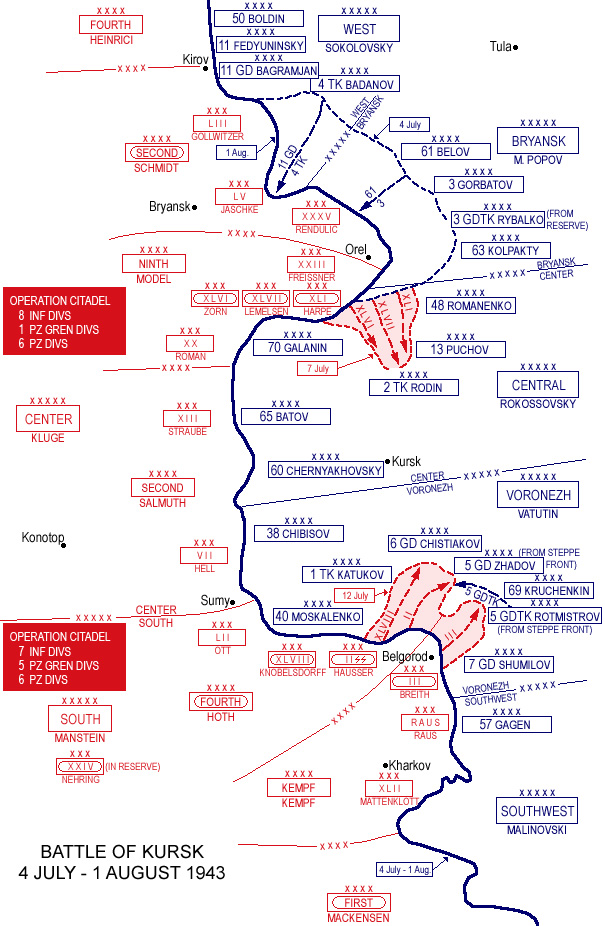
Operatie Citadel, het II SS Pantserkorps valt aan uit het zuiden.

De slag bij Koersk, of Operatie Citadel, kwam er na heftige discussie in de Duitse legerleiding om een defensieve of offensieve koers te voeren. De chef van de Generale Staf, Kurt Zeitzler, was echter fel tegen het voeren van een defensieve koers. Von Manstein was sceptisch, samen met Hitler, Guderian was resoluut tegen. In juli 1943 gaf Hitler ten slotte zijn fiat.
Het plan was om een tangbeweging, net zoals bij Charkov, te maken, met als pinnen de Duitse tankdivisies. De zuidelijke groep, die naar het noorden moest doorstoten, was het sterkst, met 9 divisies, waaronder het II SS Pantserkorps, over vijftig kilometer. De spits van de divisies werd gevormd door de zware tanks, waaronder de Tiger I, de flanken door de Panther. De infanterie werd nauwelijks ingezet, maar de Pantsergrenadiers werden zwaarder belast.
De slag werd een complete mislukking voor de Duitsers. De Russische stellingen waren enorm sterk verdedigd, bestaande uit drie hoofdgordels en bestreken door meer dan 20.000 stukken artillerie, waaronder 6.000 76-mm antitankkanonnen, en grote groepen infanteristen met antitankwapens. De slag begon op 5 juli 1943. In het noorden raakten de tanks van Model al snel in de problemen. Hun buitenste linies, gevormd door de lichtere tanks, werden vernietigd door de Russische verdediging, terwijl hun zwaardere tanks, niet uitgerust met machinegeweren, werden aangevallen door de antitankgroepen. In het zuiden ging het beter, de zwaardere tanks konden zich staande houden tot de aankomst van de infanterie. Het II SS Pantserkorps had echter het grote probleem dat geen van zijn drie divisies contact kon maken met elkaar vanuit hun doorbraken.
Op 12 juli, met 15 kilometer terreinwinst en 1400 verloren tanks, besloot Hoth om een laatste alles-of-niets-aanval te lanceren door de bres. Hij trok 6.000 tanks samen, waaronder het II SS Pantserkorps en brak uit naar open gebied, zonder om te kijken naar de flank. 's Middags vielen ze echter ten prooi aan een nieuw Sovjet tankleger en om 22:00 waren ze verslagen. De dag erop beëindigde Hitler de operatie. De Duitsers verloren ruim 1.500 tanks, en daarmee hun laatste grote reserve.
De Waffen-SS werd als reactie hierop uitgebreid, zij vormde immers de aanvalsmacht die het oostfront zo dringend nodig had om de gaten in de linie te dichten. Al in december 1942 kreeg Himmler de toestemming om twee nieuwe pantsergrenadierdivisies op te richten, de 9e SS-Panzer-Division Hohenstauffen en de 10e SS-Panzer-Division Frundsberg. Daarnaast had de leider van de Hitlerjugend, Rijksjeugdleider Artur Axmann, Himmler aangeboden om een divisie te vormen: het werd de 12e SS-Panzer-Division Hitlerjugend. In oktober werden de 16e SS-Panzergrenadier-Division Reichsführer SS en de 17e SS-Panzergrenadier-Division Götz von Berlichingen opgericht, beiden pantsergrenadierdivisies. Op hetzelfde moment werden de 1e SS-Panzer-Division Leibstandarte, 2e SS-Panzer-Division Das Reich, 3e SS-Panzer-Division Totenkopf, 5e SS-Panzerdivison Wiking, 9e SS-Panzer-Division Hohenstauffen, 10e SS-Panzer-Division Frundsberg en 12e SS-Panzer-Division Hitlerjugend opnieuw bewapend. Deze zeven divisies waren een kwart van de totale Duitse sterkte aan pantserdivisies (30) en dat bleef zo tot het eind van de oorlog.
Om deze uitbreiding te kunnen opvangen had Himmler niet genoeg aan de vrijwilligers. Hij kon echter, mede dankzij de successen aan het oostfront van de Waffen-SS, de benodigde rekruten, zo'n 70 à 80% van het benodigd aantal, halen uit het totaal aantal rekruten voor de Wehrmacht. Naar de toekomst toe moest hij dit meer en meer doen. Daarnaast werden niet alleen zgn. "Germanen" (inwoners van het Germaanse gebied, voornamelijk de Lage Landen en Scandinavië) maar ook "niet-Germanen" uit bezet Europa ingelijfd bij de Waffen-SS, dit zeer tegen de zin van Himmler. Hij had echter geen keus en daardoor evolueerde de Waffen-SS van Germaanse elite naar niet-Germaanse gerekruteerde massa.

### 1944

#### Oostfront

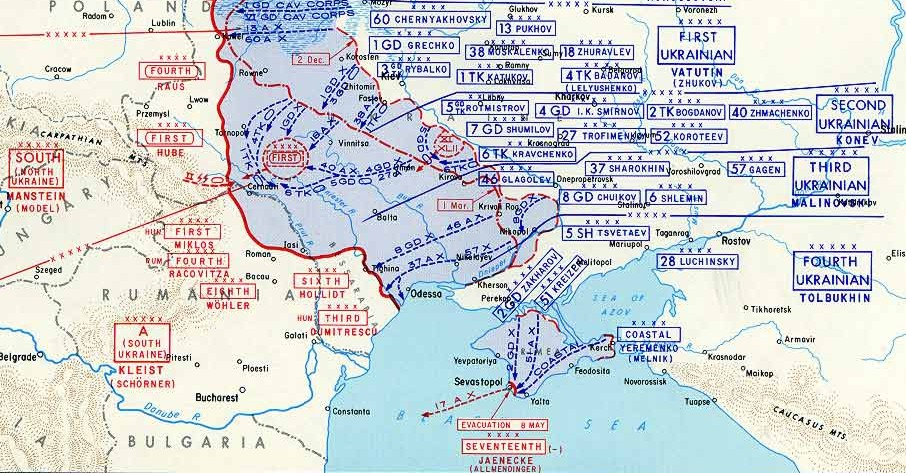
Het 1e Pantserleger wordt ingesloten door het Rode Leger.

Aan het oostfront werd de Waffen-SS gebruikt als de persoonlijke troepenmacht van Hitler, die telkens wanneer de situatie dat vereiste, door hem naar believen kon worden ingezet. De toestand aan het oostfront vroeg ook steeds meer om de Waffen-SS-eenheden. Daarnaast waren sommige, voornamelijk de klassieke, Waffen-SS-eenheden een zodanig geheel van de verdediging geworden dat terugtrekken tot catastrofes zou leiden, daar het niveau van de reguliere troepen ver achter liep.
In april 1944 was het 1e Pantserleger, onderdeel van Von Mansteins Heeresgruppe Süd, omsingeld door het Zuidelijk Front van het Rode Leger, in de zgn. Kamenets-Podolsky Pocket. Een aantal eenheden van de Waffen-SS, waaronder de SS-Panzer-Division Leibstandarte, waren mee ingesloten. Omdat dit pantserleger een wezenlijk deel vormde van de laatste pantserreserves, werd een ontzetting op touw gezet. Het II SS Pantserkorps, bestaande uit de SS-Panzer-Division Hohenstauffen en de SS-Panzer-Division Frundsberg, werd in allerijl uit Frankrijk overgebracht om de belegerden te ontzetten.

Kort voor het einde van die operatie was de SS-Panzer-Division Wiking ook ingesloten, aan de Dnjepr. De troepen die beschikbaar waren voor de ontzetting waren echter bijzonder gering en dus hingen de overlevingskansen af van de uitbraakpogingen van de divisie zelf. De strijd was verschrikkelijk, maar de divisie overleefde, hoewel het nog enige tijd duurde voor ze weer inzetbaar was.

#### Operatie Overlord
In het westen was de situatie heel anders. De Duitse legertop wist dat de geallieerden van plan waren een tweede front te openen, maar wist niet waar. Daarenboven ontstond er ruzie tussen de Oberbefehlshaber West, von Rundstedt en de commandant van Heeresgruppe B, Rommel. De eerste vond dat de pantserdivisies achter de hand dienden gehouden te worden, om ingezet te worden zodra duidelijk was waar de hoofdaanval van de geallieerden zou komen; de tweede betoogde dat de tanks zonder luchtsteun niet verplaatst konden worden en prefereerde om ze dichter bij de kust te plaatsen. Hitler hakte de knoop door en bepaalde dat drie van de zeven pantserdivisies, waaronder de SS-Panzer-Division Hitlerjugend (Normandië) en de SS-Panzer-Division Leibstandarte (België) door Von Rundstedt achter de hand dienden gehouden te worden en pas mochten worden ingezet na ruggespraak met de staf van Hitler.

Van de overige zeven divisies, die toegewezen waren aan Rommel, behoorden er ook twee tot de Waffen-SS, namelijk de 17eSS-Panzergrenadier-Division Götz von Berlichingen (Loire) en de SS-Panzer-Division Das Reich (Bordeaux).
De vier divisies van de Waffen-SS vormden de grote sterkte van het Duitse pantserleger in het westen, zowel op organisatorisch als op materieel vlak. Negen pantserdivisies waren beschikbaar voor onmiddellijke gevechten na de landing (eentje diende in het zuiden te blijven in verband met mogelijke secundaire aanvallen), tezamen met het dichtbijgelegen deel van de ±50 infanteriedivisies in het westen, wiens rol echter marginaal zou zijn. Van de negen pantserdivisies waren er vier van de Waffen-SS, na de landing kwamen er nog eens twee bij (9e SS-Panzer-Division Hohenstauffen en 10e SS-Panzer-Division Frundsberg).
Op 26 juni werd de 50e Northumbrian Infantry Division ingesloten aan de overgangen van de Odon, door het I SS Pantserkorps Leibstandarte, (SS-Panzer-Division Leibstandarte en SS-Panzer-Division Das Reich), o.l.v. Sepp Dietrich en vier dagen later verpletterend verslagen door het II SS Pantserkorps (SS-Panzer-Division Frundsberg en SS-Panzer-Division Hohenstauffen).

De SS-Panzer-Division Das Reich was helemaal vanaf Bordeaux naar het noorden getrokken, daarbij stelselmatig gehinderd door verzetsacties. In Oradour-sur-Glane slachtte het 1e Regiment Der Führer het volledige dorp af, een actie die bekend kwam te staan als het bloedbad van Oradour-sur-Glane, bij wijze van represaille. De misdaden bleven onopgemerkt, daar de divisie onmiddellijk in gevecht geraakte met aanwezige geallieerde eenheden.
Op 18 juli begonnen drie Britse pantserdivisies aan Operatie Goodwood, een uitbraakpoging uit het Normandisch bruggenhoofd. Zij kwamen tegenover de SS-Panzer-Division Leibstandarte, SS-Panzer-Division Hohenstauffen en SS-Panzer-Division Hitlerjugend te staan. Wanneer de Britse tanks over de heuvelrug van Bourguébus probeerden te geraken kwamen zij echter tegenover de niet vernietigde tanks van de SS-Panzer-Division Leibstandarte te staan, die de dag erop versterking kreeg van de SS-Panzer-Division Hitlerjugend en SS-Panzer-Division Hohenstauffen. De tegenstand van de Waffen-SS genoodzaakte Montgomery om de operatie af te blazen.

#### Zak van Falaise

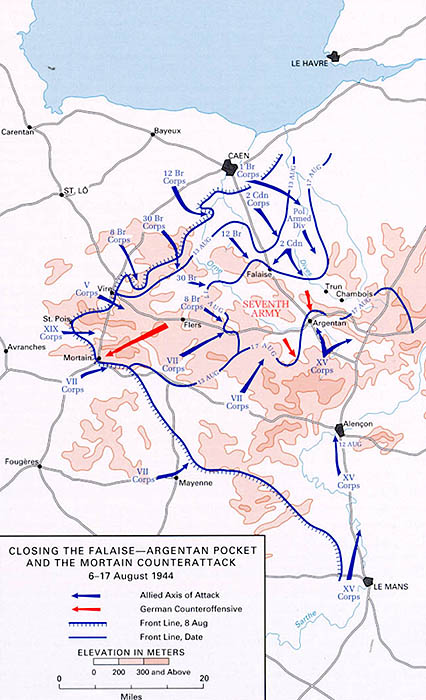
De slag in de zak van Falaise, het Duitse leger wordt ingesloten

Op 7 augustus begon de later beruchte slag om Falaise. Vijf van de zes pantserdivisies van de Waffen-SS, SS-Panzer-Division Leibstandarte, SS-Panzer-Division Das Reich, SS-Panzer-Division Hohenstauffen, SS-Panzer-Division Frundsberg en SS-Panzer-Division Götz von Berlichingen; samen met de 2e, 21e en 116e Pantserdivisies van de Wehrmacht vielen in een boog het stadje Mortain aan. De aanval mislukte geheel omdat het aan kracht ontbrak om de aanval in de diepte te ontwikkelen. Deze mislukking zou leiden tot de vernietiging van het 7e Leger (Wehrmacht) en de Duitse strijdkrachten in het westen in het algemeen.
Dankzij het feit dat de SS-Panzer-Division Hitlerjugend vanaf 13 augustus de enige uitgang uit de "pocket" wist open te houden tegenover de Poolse 1e Pantserdivisie (noordelijk) en het 15e Amerikaanse Legerkorps (zuidelijk, via Argentan) werd de 'ramp' nog enigszins ingedijkt. Op 20 augustus moest dit worden opgegeven omdat de sterkte van de divisie te klein was geworden om verder te vechten. De actie zorgde ervoor dat ±100.000 van de ±150.000 ingesloten soldaten (8 pantserdivisies en 20 infanteriedivisies) konden ontkomen. Velen waren gewond en de eenheden moesten veel van hun materiaal achterlaten.
Deze terugtrekking was mogelijk omdat Hitler de opperbevelhebber van Heeresgruppe B, Von Kluge, vervangen had door Model, "de redder van het oostfront", die veel onafhankelijker beslissingen durfde nemen. Het tijdstip dat de Wehrmacht uiteen zou vallen was nu echter genaderd en het Derde Rijk begon ten onder te gaan.

#### Operatie Market Garden
De SS-Panzer-Division Hohenstauffen en SS-Panzer-Division Frundsberg werden na deze slachting overgebracht naar Arnhem om terug op krachten te komen. Deze troepen, hoewel sterk uitgedund en in de minderheid, waren genegeerd door de geallieerde legertop. Toen de landing begonnen was, wierpen zij wat nog over was van hun divisies in de strijd tegen de 1e British Airborne Division, die de verkeersbrug van Arnhem had veroverd. Op 21 september slaagden de Duitse divisies, waarvan de infanterie van de pantsers werd gescheiden door de Rijn, om de verkeersbrug over te steken, na de tegenstand overweldigd te hebben. Na deze nederlaag werd de operatie afgeblazen.
De rest van het westfront was eveneens in een impasse geraakt. Het Duitse leger had zich uit Frankrijk teruggetrokken tot aan de Duits-Franse grens, maar daar was de Duitse verdediging onverwacht sterk. In Lotharingen, meer bepaald Metz, verdedigde de 17. SS-Panzergrenadier-Division Götz von Berlichingen samen met een inderhaast uit leerlingen van de Verbindingsdienstschool van de SS gevormde Divisie nº 462, en dat met een onverwacht groot succes tegen de veel sterkere troepen van Patton.

#### Ardennenoffensief

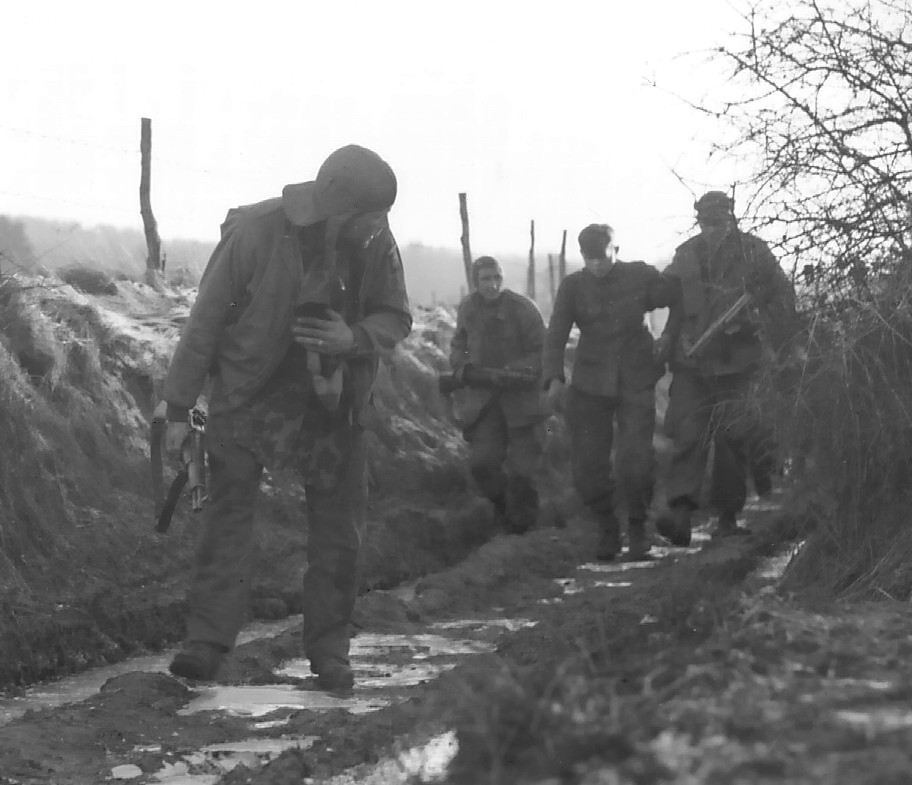
SS'er gevangengenomen door een verkenningspatrouille van de 82e Luchtlandingsdivisie

Hitler had het plan opgevat om de impasse aan het westfront te doorbreken. Zijn plan was om via de Ardennen, een herhaling van zijn gedurfd offensief waarmee hij de Franse en Belgische verdediging in 1940 op de knieën dwong. Hij koos hiervoor het westfront, omdat hij oordeelde dat de Westelijke geallieerden door een zware nederlaag gemakkelijk verdeeld konden geraken en dus gemakkelijk tot vrede te brengen waren. Om deze krachttoer te verwezenlijken deed hij een beroep op een aantal inderhaast op de been gebrachte Volksgrenadierdivisies en op de opnieuw uitgeruste pantserdivisies.
Om het belang van de operatie te onderstrepen gaf hij zijn vertrouweling Sepp Dietrich het commando over de belangrijkste eenheid, het 6e Pantserleger. Deze eenheid bestond uit vijf infanteriedivisies en vier pantserdivisies, namelijk de SS-Panzer-Division Leibstandarte en SS-Panzer-Division Hitlerjugend in de voorhoede en de SS-Panzer-Division Das Reich en SS-Panzer-Division Hohenstauffen daarachter. Deze legermacht was uitgerust met nieuwe Panthers en negentig Tigers onder centraal bevel. Het doel van zijn divisies was de stad Antwerpen, waarbij zijn flank werd gedekt door de 5e Pantserleger.
De aanval ging van start op 16 december en de pantserspitsen overrompelden de verspreide Amerikaanse divisies, die geen wapens hadden om weerstand te bieden aan de Panthers en Tigers. Dietrich stuitte echter op onverwacht hardnekkige weerstand die toenam naarmate het offensief vorderde. Deze tegenstand werd op 17 december nog gevoed door de (ware) geruchten dat de SS zijn gevangenen afslachtte. De voorste gevechtsgroep van de SS-Panzer-Division Leibstandarte had dit inderdaad gedaan, op bevel van de commandant Peiper. Hij liet negentig krijgsgevangenen neerschieten even buiten Malmedy. Dit barbaarse optreden had een andere uitwerking dan bedoeld, de Amerikanen werden niet gedemoraliseerd, maar zeer vechtlustig.
Naast deze acties werd nog iets anders op touw gezet om de Amerikanen te demoraliseren, de groep -Skorzeny, die bestond uit Duitsers die vloeiend Engels spraken en Amerikaanse uniformen aanhadden. De 2.000 commando's slaagden erin om grote verwarring te scheppen en paniek te zaaien, tot in het hoofdkwartier van Eisenhower.
Al deze acties ten spijt keerden de krijgskansen al tegen 24 december, toen de brandstof voor de Duitse pantserdivisies opraakte. Na kerstmis was er sprake van weinig bewolking zodat de geallieerde luchtmacht de Duitse troepen kon bestoken. Dit, in combinatie met de aangekomen reserves, dwong Hitler zijn troepen terug te trekken en het offensief af te breken.

### 1945
De mislukking van het offensief markeerde het einde van de periode waarin Hitler nog middelen had om zijn wil op te leggen aan zijn vijanden. De offensieven die nog volgden waren zelfs naar zijn eigen mening van beperkt belang. De belangrijkste actie van beperkt belang, Operatie Frühlingserwachen, was de poging om Boedapest te heroveren en om de aardolie-aanvoer uit Centraal-Hongarije veilig te stellen van het oprukkende Rode Leger. Deze operatie werd uitgevoerd door de al aanwezige SS-Panzer-Division Wiking en SS-Panzer-Division Totenkopf, samen met het 6e Pantserleger, dat zwaargehavend uit de Ardennen tevoorschijn kwam, en enkele andere eenheden, waaronder de 16e SS-Panzer-Division Reichsführer SS. Deze legermacht kon echter weinig verhaal halen tegenover het Sovjet numerieke overwicht, ondanks de veelbelovende terreinwinst in het begin.
De laatste stuiptrekking van het Derde Rijk werd toegewezen aan de Waffen-SS. Hitler beval Steiner om een aanval te doen op de Sovjetlegers die Berlijn aanvielen, met de drie legers die dichtst bij de hoofdstad in de buurt lagen. Hij had beschikking over de restanten van de 10. SS-Panzer-Division Frundsberg, 4. SS-Polizei-Panzergrenadier-Division, 11. SS-Freiwilligen-Panzergrenadier-Division Nordland, 23. SS Freiwilligen-Panzergrenadier-Division Nederland (niederländische Nr. 1) en het Waals Legioen. Deze eenheden waren echter uiteengedreven. Steiner overwoog de aanval, maar kwam tot de conclusie dat die onmogelijk was. Toen Hitler dat te weten kwam in de nacht van 22 op 23 april, besloot hij zelfmoord te plegen. Zijn laatste verdedigers waren een beperkt aantal soldaten van de SS-Panzergrenadier-Division Nordland, 33. Waffen-Grenadier-Division der SS Charlemagne en de 15. Waffen-Grenadier-Division der SS (lettische Nr. 1).

## Vreemdelingenlegioenen

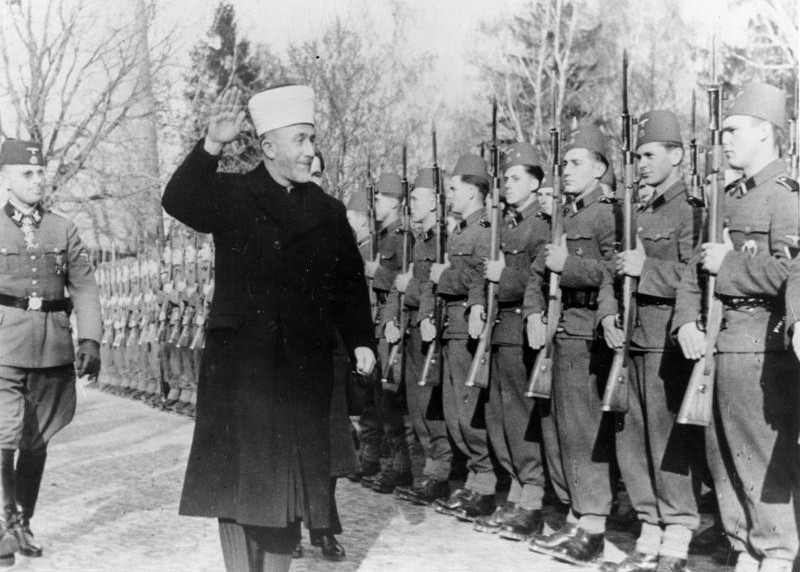
De Islamitische moefti Amin al-Hoesseini bezoekt de 13. Waffen-Gebirgs-Division der SS Handschar (kroatische Nr. 1)

De SS was bedoeld als eliteorganisatie van Ariërs en de Waffen-SS moest daarbij de gewapende elite zijn. In het begin stond Himmler dan ook enkel rekruten van "zuiver" bloed toe in de Waffen-SS. Zijn wil om een sterke legermacht op te richten bleek echter groter dan zijn ideologie. Hij liet als eerste stap niet alleen inwoners van Duitsland, maar ook Volksduitsers (dat wil zeggen Duitsers wonend buiten Duitsland) soldaten toe in zijn divisies. De organisatie had hiermee een voordeel boven de Wehrmacht, die enkel mocht rekruteren in Duitsland zelf.
Deze soldaten namen aanvankelijk vrijwillig dienst, maar hun animo nam snel af. Himmler zocht naar nieuwe bronnen en vond die ook. Hij beschikte over de potentiële buitenlandse vrijwilligers van een zgn. "Germaans" ras, uit de Lage Landen en Scandinavië. Om hen te kunnen inlijven werd hen eigen eenheden beloofd, enerzijds uit taalmoeilijkheden, anderzijds uit respect voor hun onafhankelijke nationaliteit. Het merendeel van de nieuwe rekruten bestond uit werkloze soldaten, wier vaderlandsliefde groot genoeg was om niet te collaboreren maar anderzijds soms sympathie toonden voor de antibolsjewistische zaak. Himmler had liever geen niet-Germanen zoals Fransen en Italianen in de Waffen-SS, maar moest dat toch toelaten wegens het tekort aan soldaten. De eenheden die het meest voldeden aan het ideaalbeeld waren opgenomen in de SS-Panzer-Division Wiking. Daarnaast waren er enkele propagandalegioenen.
Volksduitsers lieten zich in groten getale inlijven, voldoende voor de 7. SS-Freiwilligen-Gebirgs-Division Prinz Eugen, maar het enthousiasme taande tegen 1943. In Estland en Letland werden in eerste instantie vrijwilligers geworven, maar in 1943 werd in deze landen de dienstplicht ingevoerd. Himmler liet vanwege de slechter wordende omstandigheden toe dat soldaten van allerhande etniciteit werden gerekruteerd, waaronder Bosnische moslims, Hongaren en Russen. Het principe van raszuiverheid moest hij laten varen.

## Oorlogsmisdaden
De Allgemeine SS was verantwoordelijk voor het beheren van zowel de concentratie- als vernietigingskampen. 
Veel van de leden en de Totenkopfverbände werden vervolgens lid van de Waffen-SS, waarbij ze de basis van de Derde SS-Totenkopf-Divisie vormden. Medisch personeel van de Waffen-SS zijn bij de zogenaamde "Artsenprocessen" van 1946 tot 1947 veroordeeld in Neurenburg voor het experimenteren op mensen in de kampen.
Volgens de Modern Genocide: The Definitive Resource and Document Collection, speelde de Waffen-SS een "kernrol" in de ideologie van de vernietigingsoorlog (Vernichtungskrieg):  een derde van de leden van de Einsatzgruppen (mobiele doodseskaders) die verantwoordelijk waren voor massamoord, vooral van Joden, Slaven en communisten, waren uit de Waffen-SS gerekruteerd voordat de Sovjet-Unie werd binnengevallen. De bouwadministratie van de Waffen-SS bouwde de gaskamers in Auschwitz  en, volgens Rudolf Höss, dienden ongeveer 7.000 leden als wachters bij dat kamp.
Veel Waffen-SSers en Waffen-SS-eenheden pleegden oorlogsmisdaden tegen burgers en geallieerde soldaten.
De bekendste daarvan zijn het Bloedbad van Malmedy en dat van Oradour-sur-Glane. Daarnaast hebben eenheden ervan ook moordpartijen aangericht in onder meer Wereth, Wormhout, Le Paradis, Tulle, Marzabotto, Ardeatine, Distomo, Sant'Anna di Stazzema en de Abbey d'Ardenne. De in Oost-Europa aangerichte slachtpartijen zijn minder goed gedocumenteerd.
Na de oorlog werd de gehele SS-organistatie door de naoorlogse Duitse regering als criminele organisatie bestempeld.